# Георги Губиделников
 Тази статия е за Георги Губиделников - баща.  За сина вижте Георги Губиделников – син.  
Георги Генов Губиделников е български банкер. За кратко се занимава с политическа дейност, като през 1894 – 1895 година е кмет на Русе. Българо-френската изкуствоведка Таня Велманс е негова внучка.

## Биография
Георги Губиделников е роден на 2 май 1859 г. в Котел. Учи гимназия в Одеса и право в Новорусийския университет. През 1883 г. се връща в България. По това време дипломираните юристи се броят на пръсти и той започва работа като помощник-прокурор във Варна, прокурор в Шумен и в Търновския окръжен съд. Става член на Народната партия и по-късно е избран за член на Върховния партиен съвет. Скоро е преместен в Русе, където е подпредседател на окръжния съд, но заради политическите си пристрастия е уволнен и започва свободна практика като адвокат заедно с Теодор Теодоров, с когото остават близки за цял живот.
Политическата кариера на Губиделников започва след падането на Стамболов. Организира манифестация в Русе, в която настоява за мъст за загиналите офицери русофили и обявява Стамболов за тиранин. Избран е за народен представител в VIII ОНС, IX ОНС, XV ОНС, XVIII ОНС и XХII ОНС и V ВНС. Подпредседател на IХ ОНС. Едновременно с депутатстването му е и кмет на Русе от 3 септември 1894 г. до 3 февруари 1895 г.
След 1905 г. до смъртта си Георги Губиделников е главен директор на Българска търговска банка (БТБ), най-голямата банка в страната с предимно местен частен капитал. Успоредно с това е и неин подуправител, докато управител е Атанас Буров. Председател е на Съюза на акционерните дружества в България, подпредседател е на Софийската фондова борса, член е на Банкерския съвет при БНБ. Губиделников е и председател на много дружества, свързани с БТБ – председател на Първо българско застрахователно дружество „България“, на общо презастрахователно дружество „България“, на текстилното „Свети Георги“, на керамичното „Труд“, на Българското минно акционерно дружество „Бъдаще“, на строителното „Работник“, на Видинската търговска банка, на спестовното дружество „Стремление“, на издателското дружество „Стопанско развитие“. Член е на ръководствата на електрическите дружества „Адее“ и „Белек“, на търговското „Комерциум“, на текстилното „Памучна прежда“, на мелницата „Червен бряг“, на Генералната ипоктекарна банка и Южнобългарската търговска банка. Член е на Бюрото на русенската Търговско-индустриална камара (1911), председател на Русенското търговско дружество (1907 – 1908, 1914).
Умира на 28 ноември 1938 г. в гр. София.

## Семейство
Георги Губиделников се жени за сестрата на Теодор Теодоров Станка. Синовете му са Георги, Тодор, Стефан. Георги Губиделников – син е банкер и наследява баща си на поста директор на БТБ, Тодор завършва инженерство и през 1923 г. създава акционерно дружество „Бъдеще“ заедно с Атанас Буров, а Стефан е банкер и индустриалец. Дъщеря му Анка се жени за финансиста Евстратий Гешов, син на Иван Евстратиев Гешов.

## Други
На 22 септември 1894 г. Георги Губиделников – баща, Константин Стоилов, председател на Народната партия, Михаил Маджаров, Стефан Бобчев и Теодор Теодоров основават вестник „Мир“ – орган на Народната пария.
През 1931 г. е създаден българският Ротари клуб. Сред основателите му са Атанас Буров и Тодор Губиделников, а първият му председател е бъдещият министър на народното стопанство и председател на XXIV народно събрание Стойчо Мошанов.